# Agha Aminov
 (février 2022).
Agha Aminov (en azéri : Ağakərim Məşədi Kərim oğlu Əminov ; né en 1888 à Bakou et mort en 1921 à Bakou) est un Ministre du commerce et de l'industrie, membre du Parlement de la République démocratique d'Azerbaïdjan.

## Éducation
Agha Aminov obtient son diplôme du gymnase de Bakou en 1907 et poursuit ses études à l'Institut des ingénieurs miniers de Saint-Pétersbourg. Pendant ses études à Saint-Pétersbourg, Agha Aminov devient membre de la Société des compatriotes composée d'étudiants azerbaïdjanais.

## Carrière
Après avoir obtenu son diplôme en 1911 il retourne à Bakou et travaille comme ingénieur dans les champs pétrolifères de Sabunchu-Surakhani. Après l'instauration du pouvoir soviétique Agha Aminov travaille quelque temps dans le système d'Azerneft.

## Activité politique

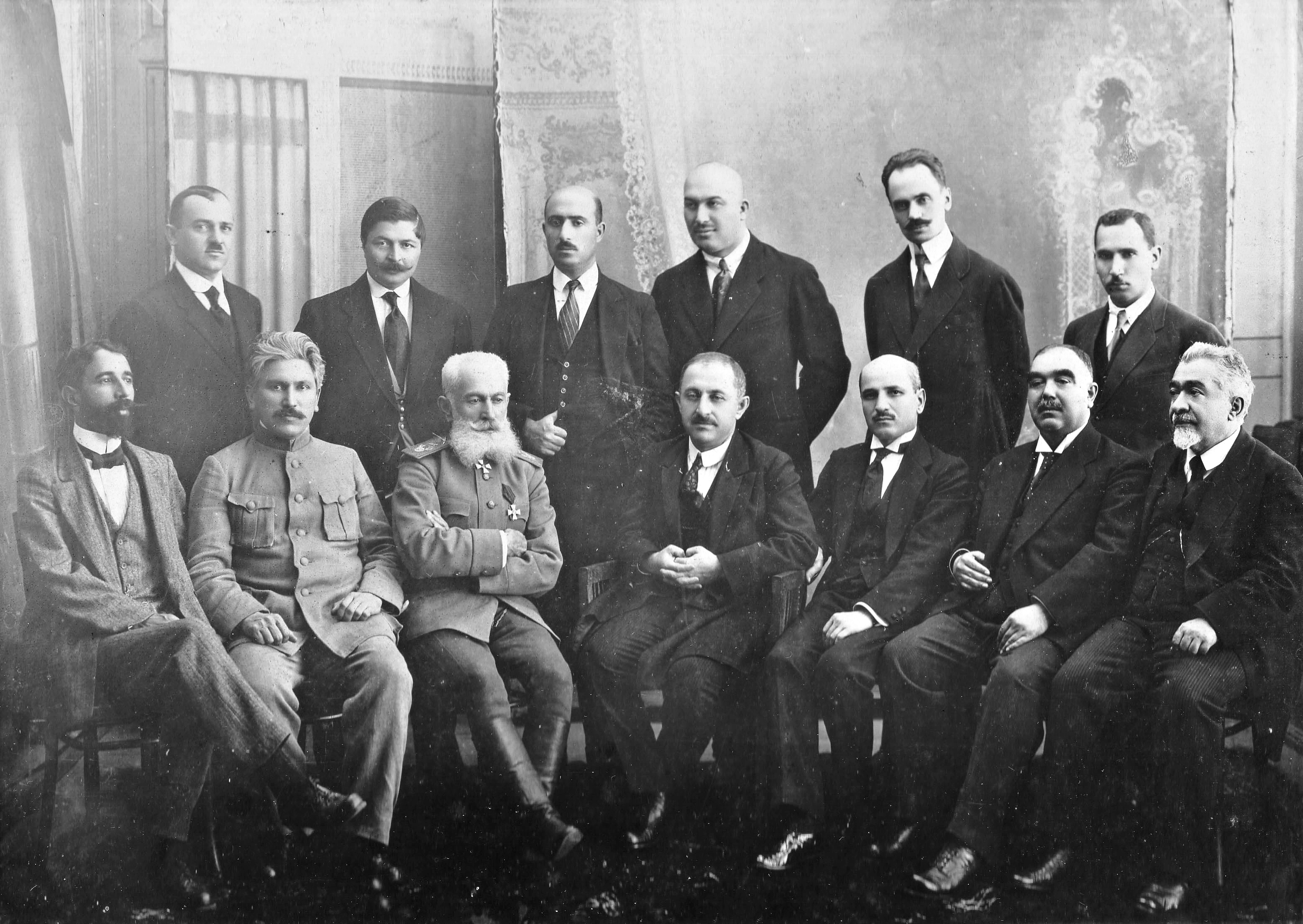
Cabinet des ministres d'Azerbaïdjan, Agha Aminov est présent au centre de la photographie

Agha Aminov participe au Congrès des musulmans du Caucase tenu à Bakou du 15 au 20 avril 1917.
Période de la République démocratique d'Azerbaïdjan Agha Aminov est l'un des principaux organisateurs des Nuits musulmanes en 1918-1919, et en mai 1919 joue un rôle actif dans la création de l'Union des intellectuels ouvriers musulmans.
Agha Aminov est élu député sur la liste n °10 établie par les comités nationaux Musavat et musulmans lors des élections à l'Assemblée constituante panrusse du 18 février 1919 en tant que membre du parti Musavat. Il était membre de la commission parlementaire des projets de loi.
Agha Aminov est nommé ministre du Commerce et de l'Industrie en tant que membre de Musavat dans le gouvernement I de N.Yusifbeyli formé le 14 mars 1919. Au cours de son mandat de ministre, Agha Aminov a lancé la politique de libéralisation de l'économie et a réussi à faire en sorte que le gouvernement décide de libérer du troc le pétrole et les produits pétroliers vendus.
Pour la première fois en Azerbaïdjan, Agha Aminov soumet au parlement un projet de loi sur la création d'une agence d'information pour élargir l'accès à l'information. Plus tard, son discours joue un rôle important dans la création de l'agence de presse AzerTAC. Le journal officiel Azerbaijan de la République démocratique d'Azerbaïdjan est publié pour la première fois le 2 mars 1920 sous la signature AzerTAC.